# 斯塔弗尔费尔登
斯塔弗尔费尔登（法語：Staffelfelden，法語發音：[stafəlfɛldən]）是法国上莱茵省的一个市镇，属于米卢斯区。

## 地理
斯塔弗尔费尔登（47°49'36"N, 7°15'11"E）面积7.42 平方千米，位于法国大東部大區上莱茵省，该省份为法国东部内陆省份，是阿尔萨斯的一部分，今与下莱茵省组成了阿尔萨斯欧洲集体，其北临下莱茵省，西接孚日省，西南接贝尔福地区省，东侧沿莱茵河与德国相望，南与瑞士接壤。
与斯塔弗尔费尔登接壤的市镇（或旧市镇、城区）包括：皮尔沃赛姆、费尔德基什、博尔维莱尔、于福尔茨、维特尔赛姆、贝尔维莱尔、温格赛姆。
斯塔弗尔费尔登的时区为UTC+01:00、UTC+02:00（夏令时）。

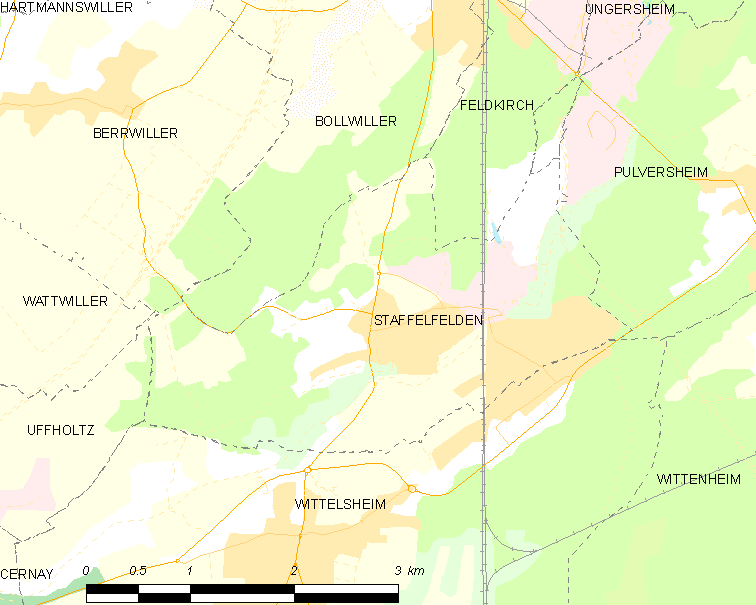
斯塔弗尔费尔登的OSM定位图

## 行政
斯塔弗尔费尔登的邮政编码为68850，INSEE市镇编码为68321。

## 政治
斯塔弗尔费尔登所属的省级选区为维特奈姆县。

## 人口

1962-2008年间斯塔弗尔费尔登人口变化图示

斯塔弗尔费尔登于2022年1月1日时的人口数量为4070人。